# Nunawading Spectres (vrouwenbasketbal)
Nunawading Spectres is een Australische basketbalclub voor dames uit Melbourne, Victoria dat actief was in de Women's National Basketball League, de hoogste Australische damesbasketbalcompetitie van 1982 tot 1991. Sinds 1992 spelen ze in de NBL1.
Het dames team werd opgericht in 1982. Het team was kampioen van de Women's National Basketball League na winst in de Grand Final in 1983, 1984, 1986, 1987, 1988 en 1989.

## Bekende (oud-)coaches
- Tom Maher

## Bekende (oud-)spelers
- Tracey Browning
- Robyn Maher
- Shelley Sandie
- Samantha Thornton
- Michele Timms